# Bouchamps-lès-Craon
Bouchamps-lès-Craon ist eine französische Gemeinde mit 611 Einwohnern (Stand: 1. Januar 2022) im Département Mayenne in der Region Pays de la Loire; sie gehört zum Arrondissement Château-Gontier und zum Kanton Château-Gontier.

## Geographie
Bouchamps-lès-Craon liegt etwa 38 Kilometer südsüdwestlich von Laval. Umgeben wird Bouchamps-lès-Craon von den Nachbargemeinden Niafles im Norden und Nordwesten, Craon im Norden und Nordosten, Chérancé im Osten, Segré-en-Anjou Bleu im Südosten, La Boissière im Süden, Renazé im Südwesten sowie Saint-Martin-du-Limet im Westen.

## Bevölkerungsentwicklung
| Jahr                       | 1962 | 1968 | 1975 | 1982 | 1990 | 1999 | 2006 | 2019 |
| -------------------------- | ---- | ---- | ---- | ---- | ---- | ---- | ---- | ---- |
| Einwohner                  | 536  | 525  | 528  | 518  | 507  | 514  | 552  | 587  |
| Quellen: Cassini und INSEE |      |      |      |      |      |      |      |      |

## Sehenswürdigkeiten
- Pierres de la Cahorie – Menhire
- Kirche Saint-Pierre aus dem 12. Jahrhundert, Umbauten aus dem 15. und 19. Jahrhundert